# Степаньков, Алексей Владимирович
Алексей Владимирович Степаньков (род. 27 марта 1986) — белорусский самбист и дзюдоист, чемпион (2010,2011) и серебряный призёр (2008,2013) чемпионатов Белоруссии по дзюдо, чемпион (2010), серебряный (2011, 2012) и бронзовый (2008, 2016-2018) призёр чемпионатов Европы по самбо, победитель (2010, 2011), серебряный (2008, 2015) и бронзовый (2012, 2021) призёр розыгрышей Кубка мира по самбо, серебряный (2018) и бронзовый (2019, 2020) призёр чемпионатов мира по самбо, Заслуженный мастер спорта Республики Беларусь. Выступал в первой средней (до 82 кг) и второй средней (до 90 кг) весовых категориях. Подполковник милиции, является старшим преподавателем Академии МВД Белоруссии.